# 1642

## أحداث
- بداية الحرب الأهلية الإنجليزية في 1642 والتي انتهت في 3 سبتمبر 1651.
- 3 يناير : لندن (انكلترا) ، البرلمان يوافق على لائحة اتهام ضد الملك تشارلز الأول.
- 4 يناير - الحرب الأهلية الإنجليزية الأولى : [وضح من هو المقصود ؟] حاول اعتقال 6 أعضاء بارزين من البرلمان الطويل ، لكنهم نجو بالفرار.
- 2 سبتمبر : في لندن، أمر البرلمان بإغلاق جميع المسارح في المدينة، وإنهاء عهد المسرح الإليزابيثي.
- 6 اغسطس، اغتيال أحمد بن إبراهيم شيخ زاوية تامكروت وانتقال أمر الزاوية إلى محمد بناصر الدرعي بوصية منه.

## مواليد
- ابن معصوم
- كوزيمو الثالث
- 25 ديسمبر - إسحق نيوتن.

## وفيات
- جاليليو جاليلي
- جان نيكوليه
- ريشيليو
- ساسكيا فان يولنبرج